# Hypericum rupestre
Hypericum rupestre är en johannesörtsväxtart som beskrevs av Hippolyte François Jaubert och Spach. Hypericum rupestre ingår i släktet johannesörter, och familjen johannesörtsväxter. Inga underarter finns listade i Catalogue of Life.